# Kalkoven Dalberg

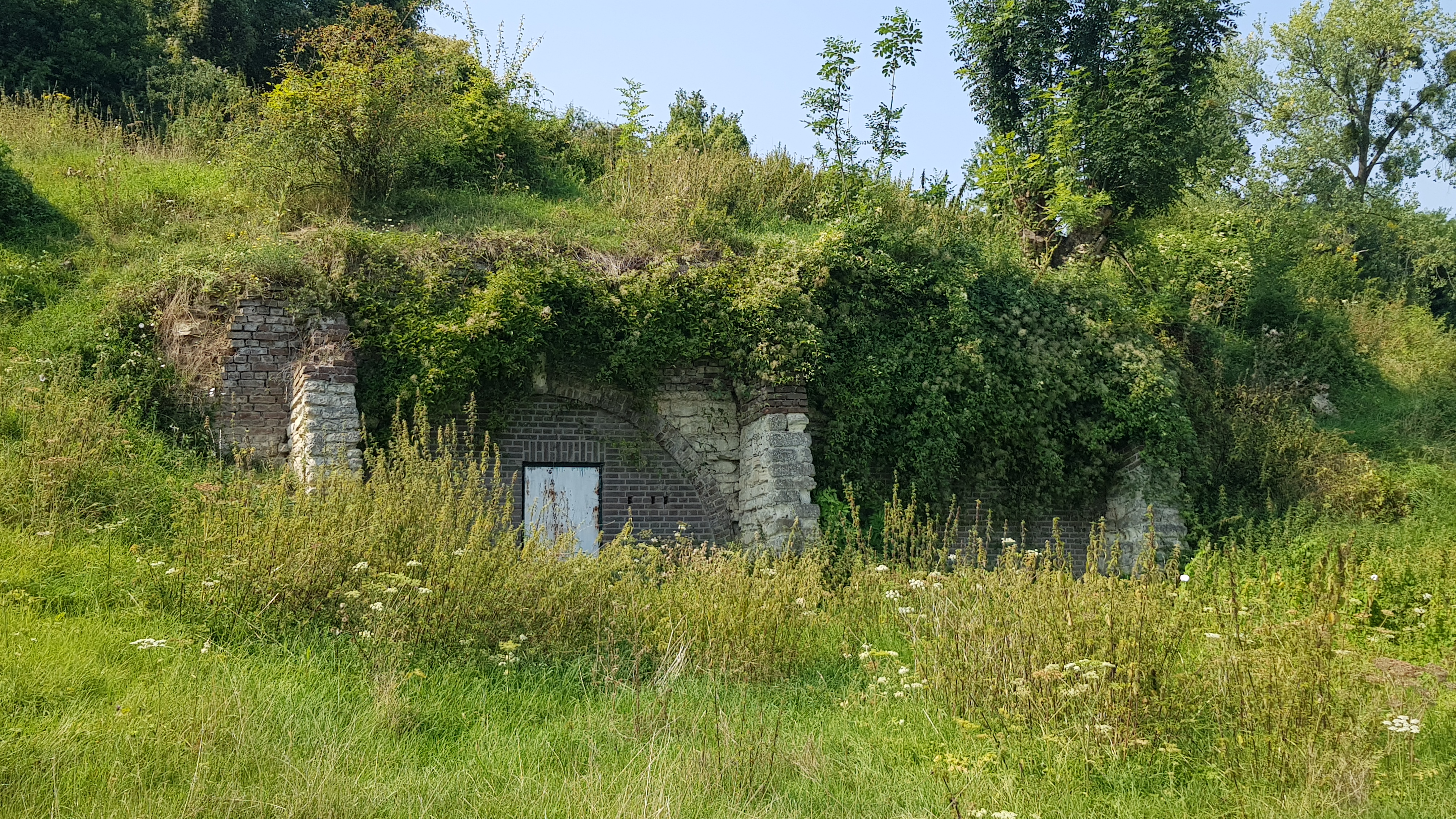

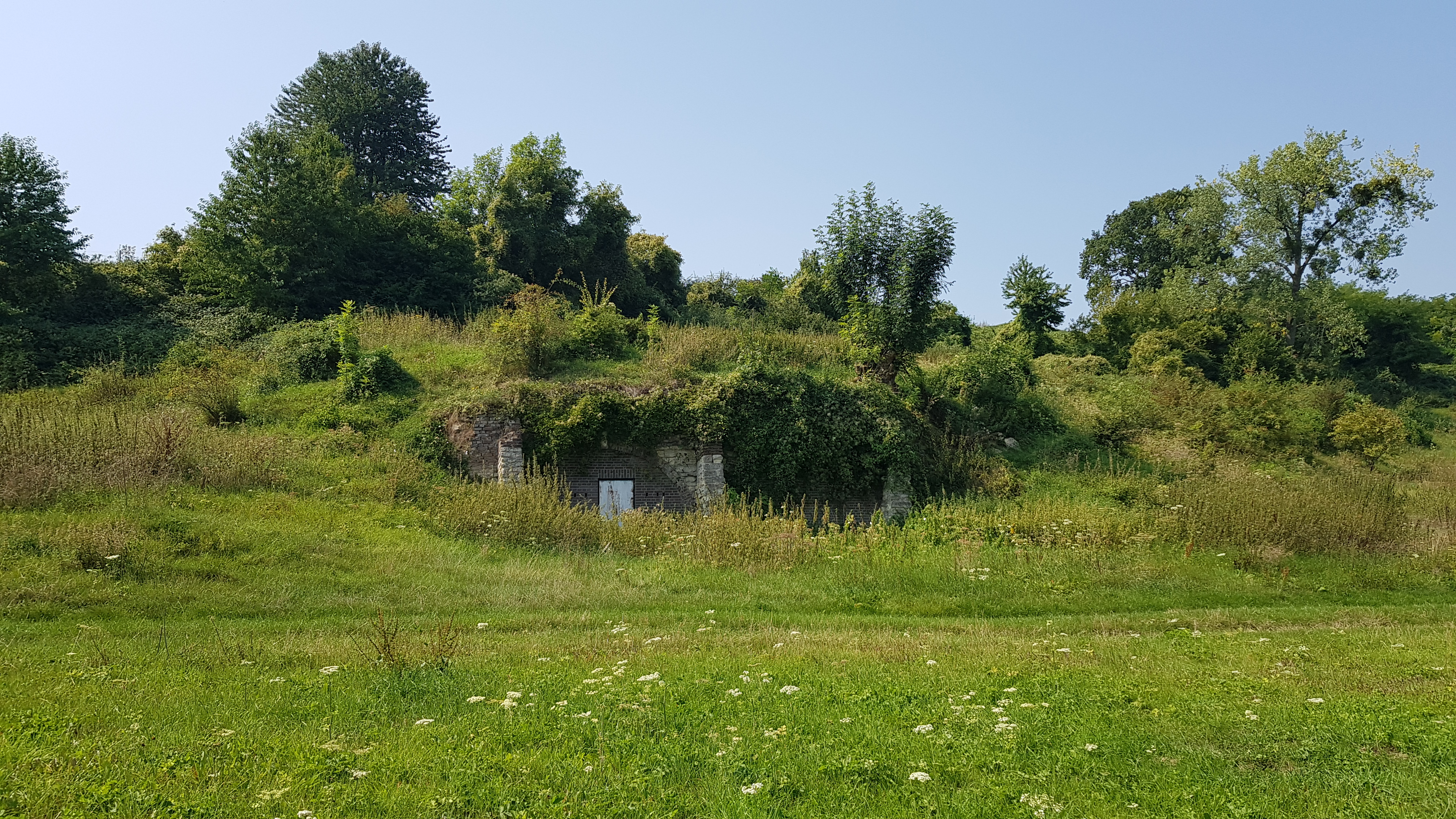

De Kalkoven Dalberg is een kalkoven in Nederlands Zuid-Limburg in de gemeente Voerendaal. Het bouwwerk staat ten noordoosten van Ubachsberg op de rand van het Droogdal de Dael op de Daalsberg in de buurt van de Daelsweg, de weg van Ubachsberg naar Welten (Heerlen).
Op ongeveer 1100 meter naar het noordwesten ligt de Kalkoven Koffiepotje en op ongeveer 175 meter naar het zuiden ligt de Kalkoven Daelsweg. Vanuit Hoeve de Daal gezien ligt de kalkoven achter Kalkoven Daelsweg.

## Kalkoven
De kalkoven heeft twee ovenmonden.